# Barrême
Barrême ist eine französische Gemeinde mit 402 Einwohnern (Stand 1. Januar 2022) im Département Alpes-de-Haute-Provence in der Region Provence-Alpes-Côte d’Azur. Sie gehört zum Kanton Riez im Arrondissement Castellane. Die Bewohner nennen sich Barrémois.

## Lage
Die Gemeinde Barrême liegt 25 Kilometer südöstlich von Digne-les-Bains. Die angrenzenden Gemeinden sind Saint-Jacques und Saint-Lions im Norden, Moriez im Osten, Senez und Blieux im Süden sowie Senez (Enklave) und Chaudon-Norante im Westen. Im Gemeindegebiet vereinigen sich die Flüsse Asse de Clumanc, Asse de Moriez und Asse de Blieux zum Fluss Asse, weshalb der angrenzende Staatsforst auch den Namen Forêt Domaniale des Trois Asses trägt.

## Geologie
Das Barremium, ein Zeitintervall der Erdgeschichte aus der Unterkreide, wurde nach dem Ort Barrême benannt.

## Bevölkerungsentwicklung
| Jahr      | 1962 | 1968 | 1975 | 1982 | 1990 | 1999 | 2009 | 2019 |
| --------- | ---- | ---- | ---- | ---- | ---- | ---- | ---- | ---- |
| Einwohner | 514  | 510  | 435  | 421  | 473  | 433  | 467  | 417  |

## Sehenswürdigkeiten

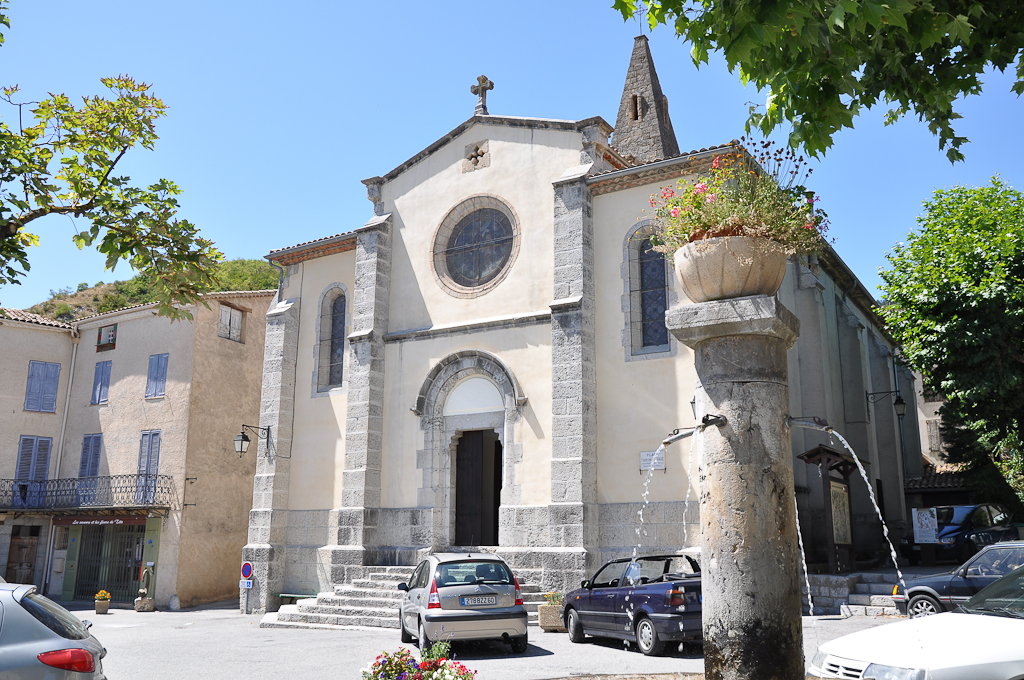
Kirche Saint-Jean-Baptiste
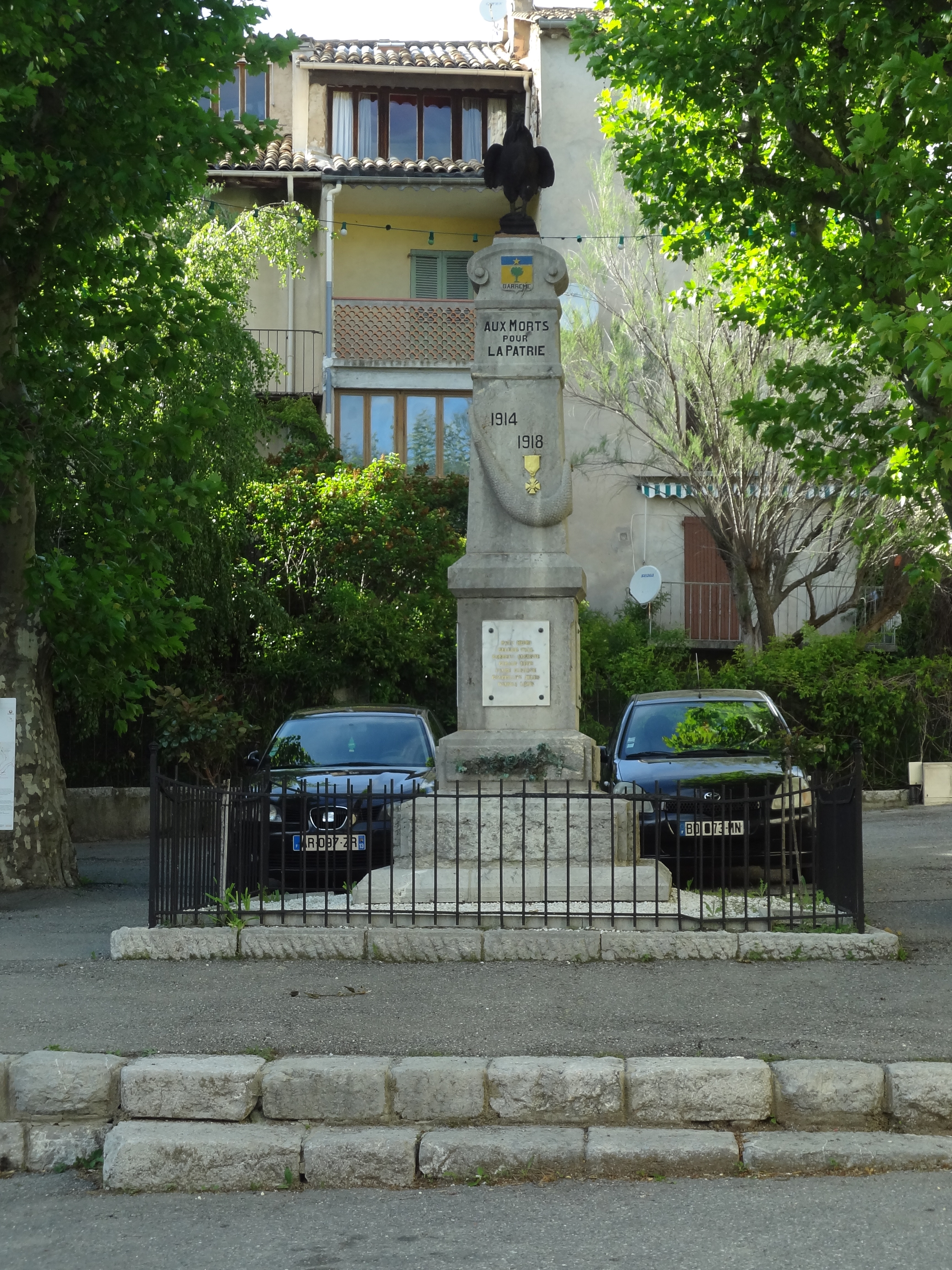
Mahnmal anlässlich des Ersten Weltkriegs